# Vasiľ Hopko
Vasil' Hopko (Hrabské, 21 aprile 1904 – Prešov, 23 luglio 1976) è stato un vescovo cattolico slovacco.
Subì il carcere durante il periodo comunista come esponente di spicco della Chiesa greco-cattolica slovacca. Fu beatificato il 14 settembre 2003 da papa Giovanni Paolo II.

## Biografia
Vasiľ Hopko nacque nel villaggio di Rusyn, frazione di Hrabské, allora situato nell'Impero austro-ungarico, il 21 aprile 1904. Fu battezzato nella chiesa greco-cattolica di San Demetrio Martire a Hrabské. Aveva una sorella, Maria, nata nel 1900. I suoi genitori, Vasiľ e Anna, nata Petrenko, erano contadini senza terra. Quando era ancora un bambino, suo padre fu colpito da un fulmine e morì. Sua madre lo lasciò alle cure dei suoi genitori ed emigrò negli Stati Uniti d'America in cerca di lavoro. All'età di sette anni fu mandato a vivere con suo zio Demeter Petrenko, parroco della chiesa greco-cattolica di Oľšavica. Assisteva suo zio nelle funzioni religiose e con il passare del tempo scoprì la sua vocazione al sacerdozio.

### Formazione e ministero sacerdotale
Frequentò il ginnasio evangelico di Prešov e nel 1923 si diplomò con lode. Compì gli studi per il sacerdozio nel seminario eparchiale di Prešov. Sognava di raggiungere sua madre in America e di seguire la sua vocazione al sacerdozio lì ma i ricorrenti problemi di salute non lo resero in grado di viaggiare. In seguito scrisse che quando alla fine decise di restare e di prestare servizio nella sua terra natale, improvvisamente guarì e si rese conto che gli era stato dato un segno della sua vera chiamata.
Il 3 febbraio 1929 fu ordinato presbitero per l'eparchia di Prešov. Fu per qualche mese amministratore parrocchiale di Pakostov e poi parroco della parrocchia greco-cattolica di Praga, la capitale cecoslovacca. Era noto per la sua attenzione agli orfani, ai poveri, ai disoccupati e agli studenti. Fondò l'Unione dei giovani greco-cattolici e il Movimento degli studenti greco-cattolici. Sua madre tornò dall'America dopo 22 anni e raggiunse il figlio a Praga, diventando la sua governante presso la canonica della parrocchia.
Dal 15 settembre 1936 al 31 agosto 1941 fu direttore spirituale del seminario maggiore di Prešov. Ricevette il titolo di monsignore. Nell'aprile del 1940 conseguì il dottorato in sacra teologia presso l'Università Comenio di Bratislava. Il 1º settembre dell'anno successivo divenne anche segretario dell'eparca. Nel 1943 iniziò l'attività di professore di teologia pastorale e teologia morale alla Facoltà di teologia di Prešov. Fu anche direttore della divisione editoriale dell'eparchia, dove curò il periodico mensile Blahovistnik.

### Ministero episcopale
Immediatamente dopo la seconda guerra mondiale la crescente influenza comunista sovietica indusse l'eparca Pavol Peter Gojdič a chiedere alla Santa Sede un vescovo ausiliare per aiutare a difendere la Chiesa greco-cattolica. L'11 maggio 1947 papa Pio XII lo nominò vescovo ausiliare di Prešov e titolare di Midila. Ricevette l'ordinazione episcopale l'11 maggio successivo dall'eparca di Prešov Pavol Peter Gojdič, co-consacranti l'arcivescovo metropolita di Praga Josef Beran e l'amministratore apostolico di Košice Józef Cársky.
Il colpo di Stato del 1948 gettò nel caos la Chiesa greco-cattolica slovacca. Il 28 aprile 1950 il governo comunista liquidò la Chiesa greco-cattolica al "Sobor (concilio) di Presov". Questa era un'assemblea canonicamente non valida in quanto convocata in assenza dei vescovi intronizzati. Tutti i sacerdoti e i chierici greco-cattolici dovevano essere trasferiti e le proprietà furono assegnate alla Chiesa ortodossa russa. I vescovi Gojdič e Hopko fecero tutto il possibile per confortare e sostenere i loro fedeli in queste terribili circostanze.
Monsignor Gojdič venne arrestato e imprigionato a vita. Il vescovo Hopko inizialmente fu posto agli arresti domiciliari. Più tardi venne confinato nel monastero di Báč e in seguito nel convento francescano di Hlohovec. Il 18 ottobre 1950 venne arrestato. In carcere fu scarsamente nutrito e torturato per mesi. Il 24 ottobre 1951 il reparto di Bratislava della Corte dello Stato lo condannò a 15 anni di carcere, alla pena pecuniaria di 20 000 corone cecoslovacche, alla perdita dei diritti civili di cittadino per 10 anni e alla confisca di tutti i beni per l'"attività sovversiva" di restare fedele a Roma. Fu ripetutamente trasferito da una prigione all'altra; scontò la pena a Bratislava, Ilava, Leopoldov, Praga, Mírov e Valdice. La sua salute, sia fisica che emotiva, subì un tracollo e il 12 maggio 1964 fu scarcerato per buona condotta sotto condizione per tre anni. Fu trasferito agli arresti domiciliari in una casa per anziani ad Osek e rimase sotto stretta sorveglianza della polizia. In quella cittadina vi erano anche 160 anziane suore di vari ordini religiosi che erano state costrette a lasciare i loro conventi slovacchi, ungheresi e cechi. Monsignor Hopko fu felicissimo di offrire assistenza spirituale alle suore poiché parlava correntemente tutte e tre le lingue. La sua gentilezza nei confronti dei loro bisogni impressionò ogni suora che conosceva. Non riuscì mai a recuperare completamente la salute.
Durante la Primavera di Praga, il 13 giugno 1968, il governo cecoslovacco autorizzò monsignor Hopko e gli altri chierici greco-cattolici a riprendere il ministero attivo e l'eparchia di Prešov fu restaurata. Tuttavia, gli attivisti insistettero perché fosse nominato un nuovo vescovo ausiliare. Il papa chiamò a quest'ufficio Ján Hirka.
Morì a Prešov alle 15 del 23 luglio 1976 all'età di 72 anni. Le esequie si tennero nella cattedrale di San Giovanni Battista a Prešov alla presenza di numerosi sacerdoti e fedeli. Fu sepolto nella cripta dello stesso edificio. Nel corso dell'esumazione, attraverso l'analisi tossicologica, fu accertata la eccessiva presenza nelle ossa di arsenico che secondo le analisi doveva essergli stato somministrato in piccole dosi per lungo tempo.

## Beatificazione
Venne beatificato il 14 settembre 2003 durante una cerimonia tenutasi nella spianata di Petržalka a Bratislava e presieduta da papa Giovanni Paolo II.
La Chiesa greco-cattolica slovacca lo ricorda l'11 maggio mentre i greco-cattolici degli Stati Uniti il 23 luglio.

## Genealogia episcopale
La genealogia episcopale è:
- Arcivescovo Nilo Isvoroff
- Vescovo Lazzaro Mladenoff, C.M.
- Vescovo Dionýz Njaradi
- Vescovo Pavol Peter Gojdič, O.S.B.M.
- Vescovo Vasiľ Hopko